# Sistema planetari

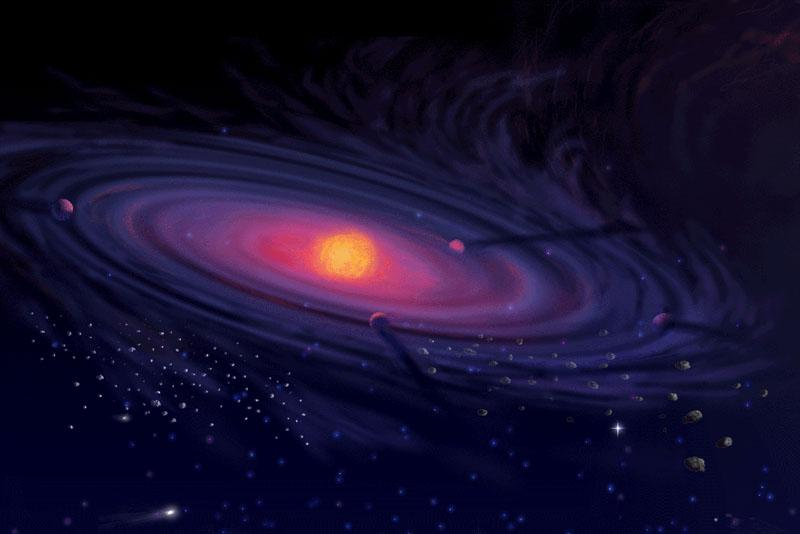
Dibuix artístic d'un sistema planetari en la seva fase de formació

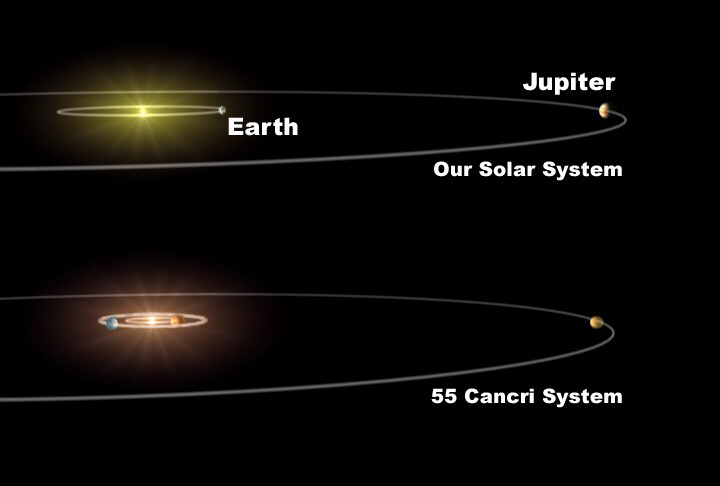
Comparanció entre el Sistema Solar i el Sistema 55 Canri

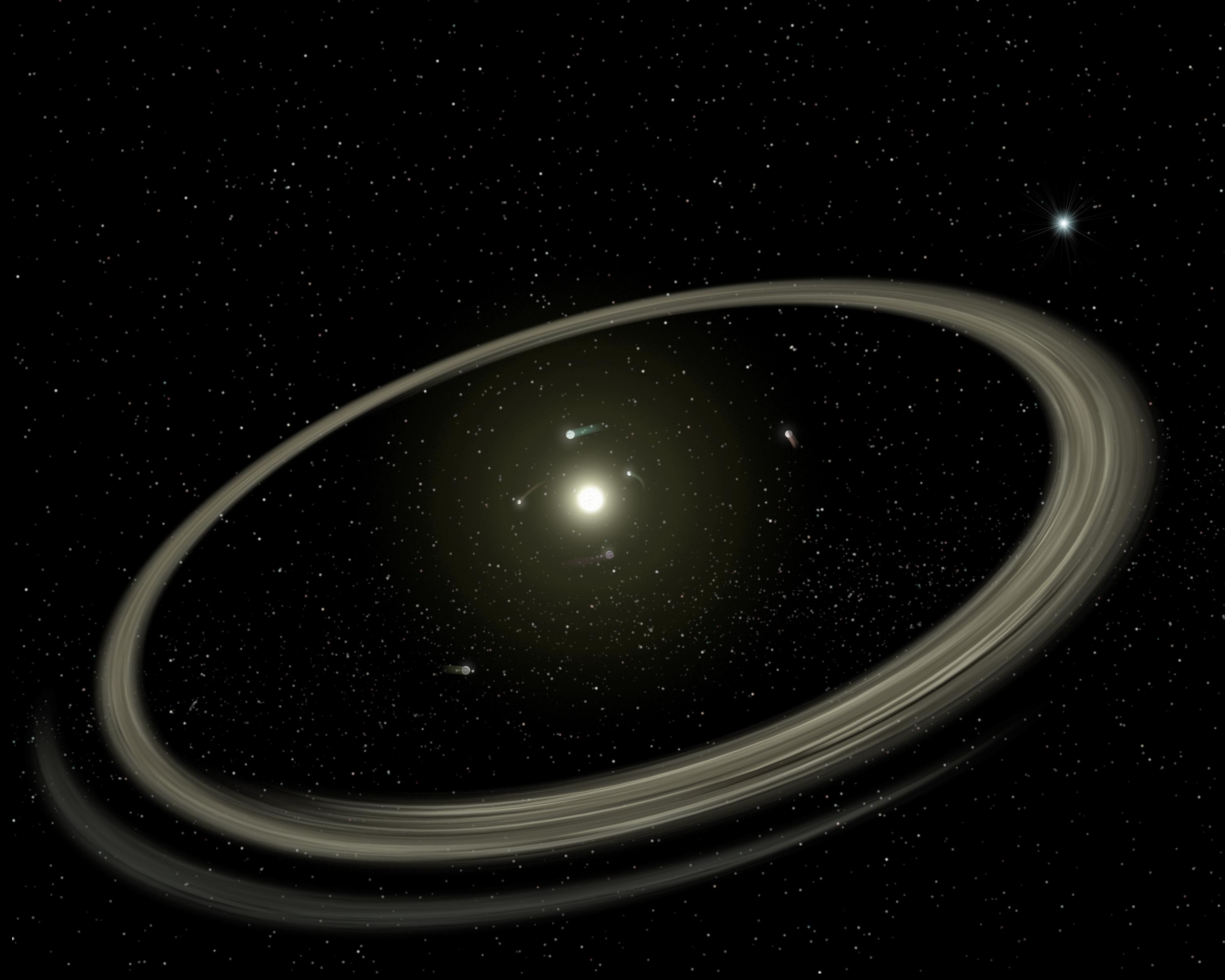
Concepció artística d'un sistema planetari

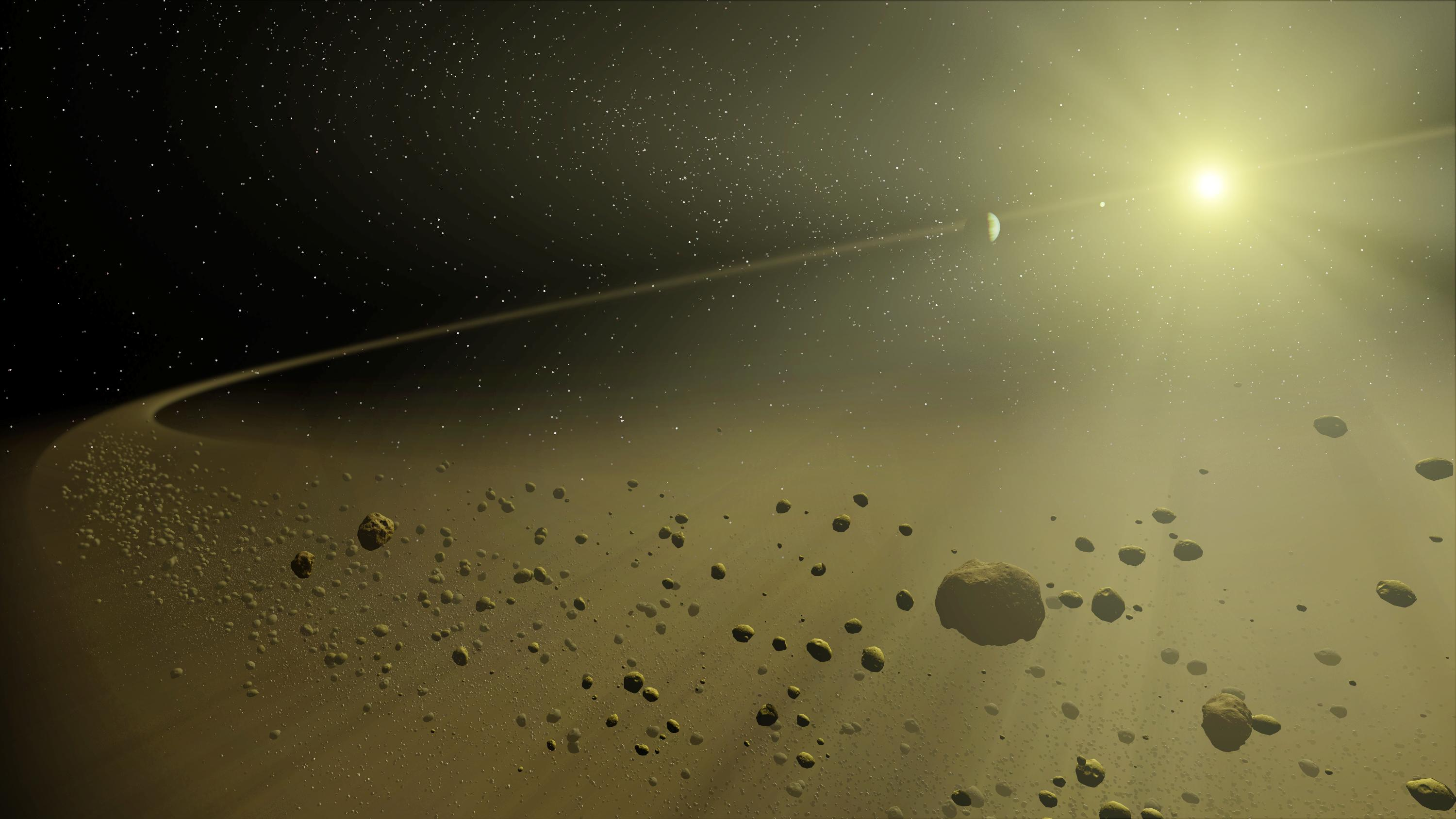
Representació artística d'un sistema planetari llunyà

Un sistema planetari està format per una o diverses estrelles centrals i diversos objectes orbitant al seu voltant. El nostre sistema planetari, el Sistema Solar, està format pel Sol, els diferents planetes i una multitud de cossos menors. A data 1 març 2025, segons l'Extrasolar Planets Encyclopaedia, hi ha 7416 exoplanetes confirmats en 5088 sistemes planetaris, amb 1035 sistemes que tenen més d'un planeta.
En termes generals, els sistemes amb un o més planetes constitueixen un sistema planetari, encara que aquests sistemes també poden estar formats per cossos com planetes nans, asteroides, satèl·lits naturals, meteorits, cometes, planetesimals i disc circumestel·lar. El Sol juntament amb el sistema planetari que gira al seu voltant, inclosa la Terra, forma el Sistema Solar. El terme sistema exoplanetario s'utilitza a vegades en referència a altres sistemes planetaris.

## Història

### Heliocentrisme
Històricament, l'heliocentrisme (la doctrina segons la qual el Sol està en el centre de l'univers) s'oposava al geocentrisme (que situa a la Terra en el centre de l'univers).
La noció d'un Sistema Solar heliocèntric amb el Sol en el seu centre se suggereix possiblement per primera vegada en la literatura Vèdica de l'Índia antiga, que sovint es refereix al Sol com el "centre de les esferes". Alguns interpreten els escrits d'Aryabhatta a Aryabhatiya com implícitament heliocèntrics.
La idea va ser proposada per primera vegada en la filosofia occidental i a l'astronomia grega ja en el segle iii per Aristarc de Samos, però no va rebre suport de la majoria dels altres astrònoms antics.

### Descobriment del Sistema Solar

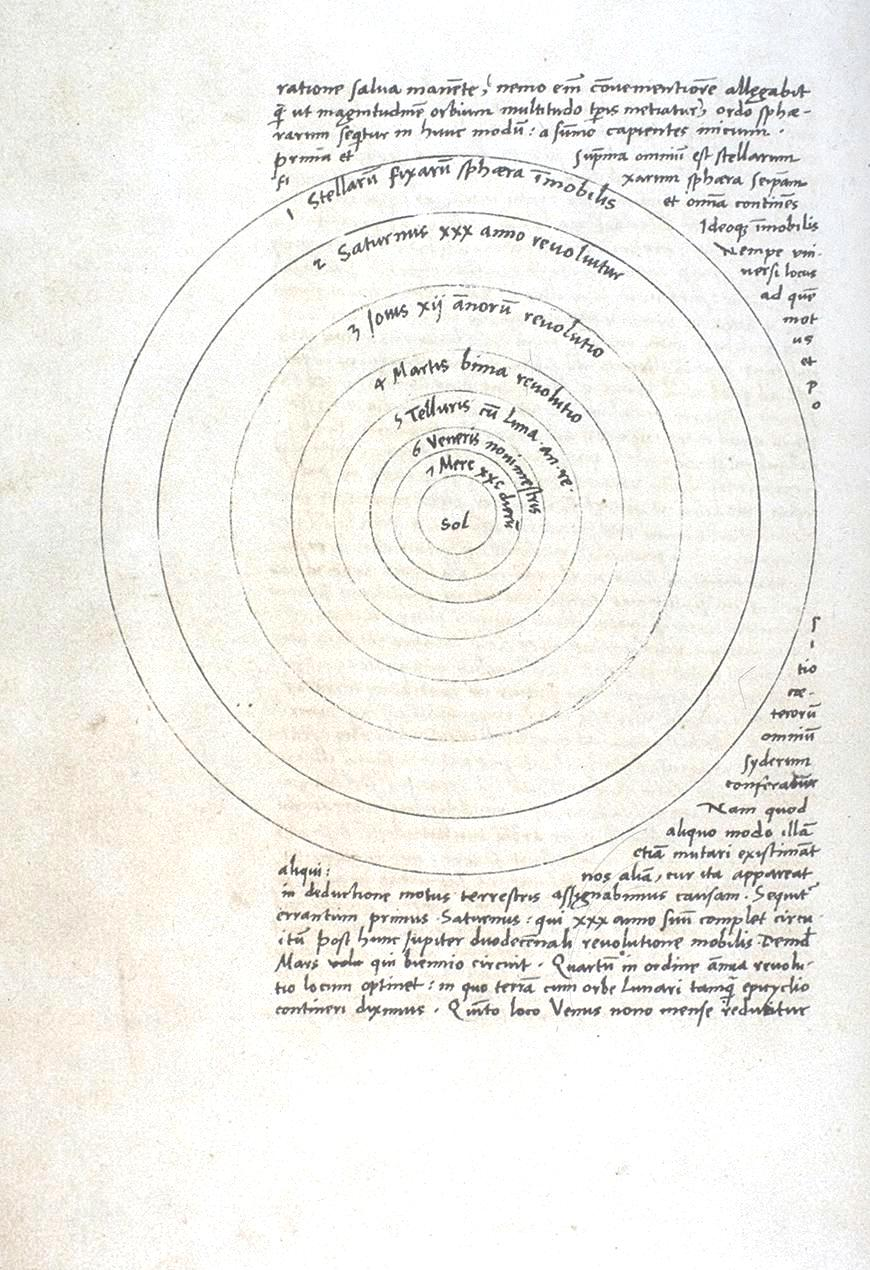
Model heliocèntric del Sistema Solar en el manuscrit de Copèrnic

De revolutionibus orbium coelestium de Nicolau Copèrnic, publicat en 1543, va presentar el primer model heliocèntric matemàticament predictiu d'un sistema planetari. Els successors del segle xvii Galileo Galilei, Johannes Kepler i Sir Isaac Newton van desenvolupar una comprensió de la física que va conduir a l'acceptació gradual de la idea que la Terra es mou al voltant del Sol i que els planetes es regeixen per les mateixes lleis físiques que regeixen la Terra.

### Especulació sobre sistemes planetaris extrasolars
En el segle xvi, el filòsof italià Giordano Bruno, un dels primers partidaris de la teoria de Copèrnic segons la qual la Terra i altres planetes orbiten al voltant del Sol, va proposar l'opinió que les estrelles fixes són similars al Sol i estan acompanyades igualment per planetes. Va ser cremat en la foguera per les seves idees per l'Inquisició romana.
En el segle xviii la mateixa possibilitat va ser esmentada per Sir Isaac Newton en el "General Scholium" que conclou el seu Principia. Fent una comparació amb els planetes del Sol, va escriure "I si les estrelles fixes són els centres de sistemes similars, tots ells estaran construïts segons un disseny similar i subjectes al domini de Un."
Les seves teories van guanyar adeptes al llarg dels segles segle xix i segle xx malgrat la falta de proves que les recolzessin. Molt abans de la seva confirmació pels astrònoms, les conjectures sobre la naturalesa dels sistemes planetaris havien estat un focus de la  cerca d'intel·ligència extraterrestre i ha estat un tema predominant en la ficció, particularment en la ciència-ficció.

### Detecció d'exoplanetes
La primera detecció confirmada d'un exoplaneta es va produir en 1992, amb el descobriment de diversos planetes de massa terrestre orbitant el púlsar PSR B1257+12. La primera detecció confirmada d'exoplanetes d'una estrella de seqüència principal es va realitzar en 1995, quan es va trobar un planeta gegant, 51 Pegasi b, en una òrbita de quatre dies al voltant de la pròxima estrella de tipus G 51 Pegasi. La freqüència de deteccions ha augmentat des de llavors, especialment gràcies als avanços en els mètodes de detecció de planetes extrasolars i a programes dedicats a la cerca de planetes com la del telescopi espacial Kepler.

## Origen i evolució de sistemes planetaris
Es creu que els sistemes planetaris al voltant d'estrelles de tipus solar es formen com a part del mateix procés de la formació estel·lar. La majoria de les teories antigues eren de tipus catastrofista i involucraven el pas d'una estrella molt a prop del Sol capaç d'extreure material d'aquest per mitjà de la seva gravetat i de formar posteriorment planetes per coalescència. No obstant això, la probabilitat d'un esdeveniment d'aquest tipus és tan reduïda que implicaria una gran escassesa de sistemes planetaris en la galàxia. Les teories modernes indiquen que els planetes es van formar a partir d'un disc d'acreció. En el cas del sistema solar, aquest s'hauria format a partir de la nebulosa solar.
Alguns sistemes planetaris són molt diferents del nostre, com els sistemes de planetes al voltant de púlsars detectats a partir de les lleugeres variacions en els polsos de radiació electromagnètica d'aquests cossos. Els púlsars es formen en violentes explosions de supernoves, amb la qual cosa un sistema planetari convencional no podria sobreviure a aquesta explosió; els planetes s'evaporarien o escaparien de l'atracció gravitacional de l'estrella central. Algunes teories indiquen que els companys estel·lars existents prop de la supernova evaporarien la major part de la seva massa deixant cossos de grandària planetària. Alternativament, els planetes podrien formar-se en un disc d'acreció envoltant els púlsars i format pel material expulsat de l'estrella central.
Els sistemes planetaris procedeixen de discos protoplanetaris que es formen al voltant de les estrelles com a part del procés de formació estel·lar.
Durant la formació d'un sistema, gran part del material es dispersa gravitatòriament en òrbites distants, i alguns planetes són expulsats completament del sistema, convertint-se en planetes rebels.

### Sistemes evolucionats

#### Estrelles de gran massa
S'han descobert planetes en òrbita al voltant de púlsars. Els púlsars són les restes de les explosions de supernova d'estrelles de gran massa, però un sistema planetari que existís abans de la supernova probablement quedaria destruït en la seva major part. Els planetes s'evaporarien, serien empesos fora de les seves òrbites per les masses de gas de l'estrella en explosió, o la sobtada pèrdua de la major part de la massa de l'estrella central els veuria escapar del control gravitatori de l'estrella, o en alguns casos la supernova expulsaria al mateix púlsar del sistema a gran velocitat, de manera que els planetes que haguessin sobreviscut a l'explosió quedarien enrere com a objectes flotants. Els planetes que es troben al voltant dels púlsars poden haver-se format com a resultat de companys estel·lars preexistents que van ser evaporats gairebé per complet per l'explosió de la supernova, deixant enrere cossos de la grandària de planetes. Alternativament, els planetes poden formar-se en un disc d'acreció de matèria de retrocés que envolta a un púlsar. Els discos fallback de matèria que no van aconseguir escapar de l'òrbita durant una supernova també poden formar planetes al voltant de forats negres.

#### Estrelles de menor massa

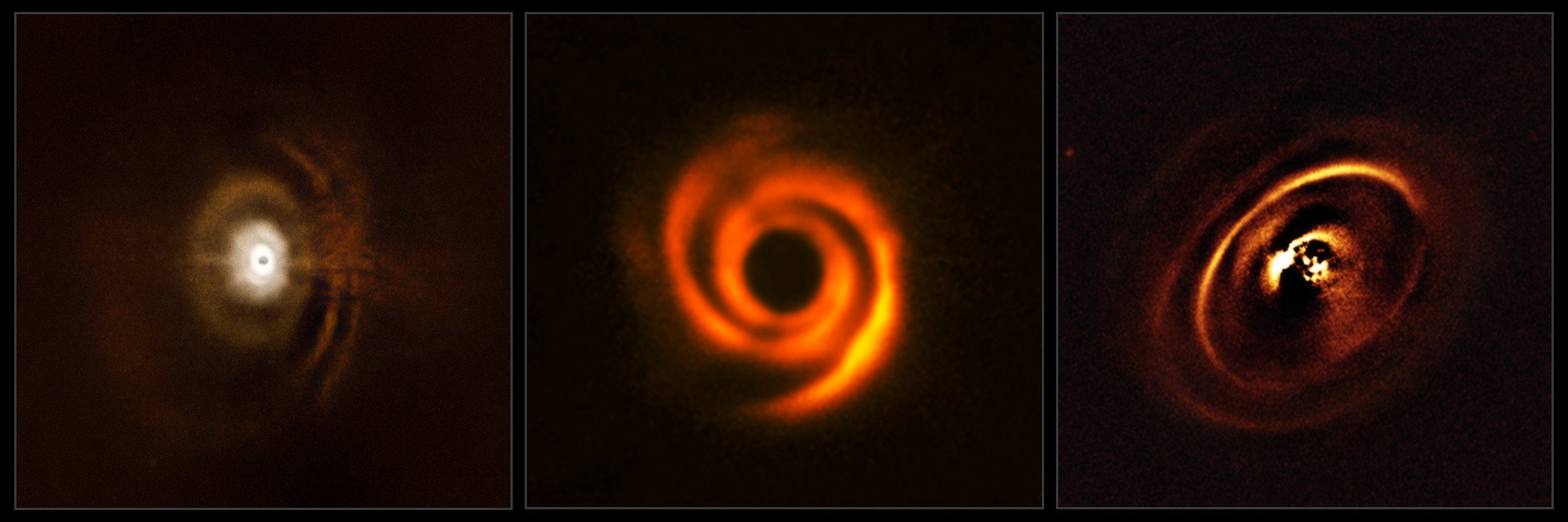
Discos protoplanetaris observats amb el Very Large Telescope.

A mesura que les estrelles evolucionen i es converteixen en gegants vermelles, estrelles de branca asimptòtica gegant i nebulosa planetària que engoleixen als planetes interiors, evaporant-los o evaporant-los parcialment depenent de lo massives que siguin. A mesura que l'estrella perd massa, els planetes que no són engolits s'allunyen més de l'estrella.
Si una estrella evolucionada es troba en un sistema binari o múltiple, llavors la massa que perd pot transferir-se a una altra estrella, formant nous discos protoplanetaris i planetes de segona i tercera generació que poden diferir en composició dels planetes originals, que també poden veure's afectats per la transferència de massa.

## Alguns sistemes planetaris destacats
- El sistema solar - el nostre propi sistema planetari.
- PSR 1257+12 - el primer sistema planetari extrasolar descobert. L'estrella central n'és un púlsar i els diferents planetes que s'han trobat al seu al voltant es denominen planetes púlsars.

- Upsilon Andromedae - el primer sistema extrasolar descobert en una estrella de la seqüència principal (Abril 1999).

- PSR B1620-26 - el primer sistema extrasolar descobert en un sistema estel·lar múltiple.

- 55 Cancri - el sistema planetari extrasolar amb el major nombre de planetes descoberts fins a la data (5 planetes al novembre del 2007).

- Gliese 876 - el primer sistema planetari en una estrella nana vermella i el primer a ser descobert en una ressonància orbital.

- HD 69830 - el primer sistema planetari amb tres planetes de la grandària de Neptú i un cinturó d'asteroides anomenat la pedra de roseta dels sistemes planetaris (maig, 2006).

- 2M1207 - el primer sistema amb un planeta descobert girant al voltant d'una nana marró i la primera vegada que s'aconsegueix una imatge del planeta.

- Cha 110913 - el primer planeta extrasolar amb llunes al seu voltant. Encara es discuteix si es tracta d'un planeta o d'una nana marró.

## Sistema planetari extrasolar
Un sistema extrasolar de planetes és tot sistema planetari, conegut o per conèixer, exceptuant al sistema solar. La mateixa paraula deixa clar el seu significat. No hi ha cap característica física o astromètrica particular que englobi a aquests sistemes planetaris diferenciant-los del sistema solar, més enllà que el mer antropocentrisme pràctic a l'hora de classificar objectes descoberts i catalogats per la civilització humana.

## Sistemes planetaris múltiples
Hi ha més de 2900 estrelles o sistemes estel·lars coneguts per l'ésser humà que contenen un sistema planetari amb, almenys, un planeta en òrbita (centenars d'ells se sap que són sistemes múltiples). De tots ells hi ha un grup de sistemes que tenen més d'un planeta en òrbita, els denominats sistemes planetaris múltiples; ens trobem amb més de 600 sistemes que presenten aquesta característica. En el rànquing de les estrelles amb més planetes coneguts ens trobem: